# Уймонская степь
Уймо́нская степь — межгорная котловина (степь) в Центральном Алтае, располагается на территории Усть-Коксинского района Республики Алтай к югу от центральной части Теректинского хребта. Длина долины более 35 км, а ширина от 8 до 13 км. Высота над уровнем моря около 1000 м.
С севера на юг по Уймонской степи протекают горные реки: Маргала — с левой стороны, Уймон, Окол, Мульта — с правой стороны. Прозрачная Кокса стремительно прорывается в долину с западных гор, ее название в переводе обозначает «зеленая или синяя вода». Все реки впадают в Катунь, которая широко разливается по долине на множество протоков, и как бы разрезает долину на две части.
Населённые пункты — Усть-Кокса, Баштала, Кастахта (село), Курунда, Теректа, Чендек, Полеводка, Маргала, Октябрьское, Верхний Уймон, Нижний Уймон, Тихонькая, Мульта, Замульта, Маральник, Гагарка.

## Происхождение названия
Перевод тюркского слова «Уймон» или «Оймон» вызывает разночтения. По одной версии слово можно перевести, как «шея коровы» или «коровья кишка». Согласно топонимическому словарю Горного Алтая О. Т. Молчановой, «оймон», «ойым» — достаточно точный описательный географический термин, обозначающий огороженную низменность, то есть окруженную горами Уймонскую впадину, как ее называют геологи.
Старожилы села Верхний Уймон считают, что название степи произошло от имени алтайца Уймонки, который когда-то жил в этих местах.

## Климат
Климат в Уймонской долине имеет резко выраженный континентальный характер, что связано с господством воздушных масс юго-западного направления. Ветра умеренные, в течение года существует достаточно длинный безморозный период, что позволяет выращивать не только овощные культуры, но и фруктовые деревья, тем более, что в долине отсутствуют сильные ветра. Продолжительность солнечного сияния 225—230 часов в месяц в летний период, что превосходит продолжительность солнечного сияния в таких южных городах, как Ялта, Батум или Сочи.

## Описание местности
Известный географ В. В. Сапожников в конце XIX века оставил описание этих мест:
...Уймонская степь лежит на высоте 1000 метров над уровнем моря и по Катуни представляет последнее и самое высокое населённое место. Среди окружающих высоких и частью снежных гор это - оазис с довольно густым населением... Кроме трех основных селений Коксы, Верхнего Уймона и Нижнего Уймона здесь раскиданы выселки Баштала, Горбунова, Теректа, Кайтанак и множество заимок и пасек. Основное население - раскольники, но в последнее время здесь селятся православные переселенцы.
Е. Шмурло сообщает в «Записках Западно-Сибирского Отделения Российского географического общества», раздел «Описание пути между Алтайской станцией и Кош-Агачем в Южном Алтае».
«…Эта часть Катунской долины известна под именем „степи“: к западу (верх по течению реки) — Уймонской и к востоку (вниз по течению реки) — Катандинской. Здесь находится несколько крупных русских-инородческих селений: Катанда (…) Нижний и Верхний Уймон, Усть-Кокса; последние два селения выделили из себя ряд заимок, превратившихся, в свою очередь, в деревни: Горбуново, Теректа, Огнево, Кастахта, Кайтанак, Баштала, Чендек, Власьевка и др. Население этих селений занимается земледелием и скотоводством, к чему много удобств представляет долина Катуни. (…)Население этой долины почти исключительно оседлое — калмык, еще сохранивших первоначальный образ жизни, здесь весьма немного — русские староверы, образующие Уймонскую инородную управу, крестьяне из других пунктов Алтая и переселенцы да перешедшие к оседлости алтайцы-инородцы (калмыки). Население этой местности выделяется своей зажиточностью, бойкостью и здоровым видом».
Геология
Дно котловины, занимаемой Уймонской степью, 10—12 тысяч лет назад (по уточнённым данным — 101 ± 9 тыс. лет) было крупным позднеплейстоценовым ледниково-подпрудным озером (Уймонское палеоозеро), располагавшимся в пределах Абайской, Уймонской и Катандинской межгорных котловин. Фрагментарно сохранившиеся следы волноприбойной линии можно наблюдать на склонах гор, окружающих долину, и сегодня. Они доходят до высоты 1270—1280 метров над у. м. Площадь озера составляла 2250—2300 км², объем воды — 450 км³, максимальная глубина — 435 метров. Долина состоит, в основном, из озерных отложений средне-позднего неоплейстоценовго возраста, представленных супесями, суглинками с дресвой и гравийниками с супесчаным заполнителем мощностью до 23 метров, а также аллювиальными отложениями реки Катунь и аллювиально-пролювиальными шлейфами ее притоков — Кастахты, Курунды, Большой Теректы, Чендека и других.
Природа Уймонской степи вызывает восхищение даже у старожилов: горы, которые окружают степь, в зависимости от времени года и суток изменяют её до неузнаваемости. Красота долины может стать совершенно иной, так как большое значение имеет угол наклона солнечных лучей. Уймонская степь находится на достаточном расстоянии от крупных промышленных и городских центров, поэтому там сохраняется заповедная красота природы. Долина входит в состав Катунского биосферного заповедника, получившего в 1998 году статус Всемирного наследия ЮНЕСКО.
Флора
Низкие террасы реки Катунь заняты в основном разнотравно-злаковым покровом, высокие — сухой горной степью. На шлейфах отложений левых притоков Катуни произрастают низкорослые березы, ивы и разнообразные кустарниковые.
Транспорт
До ближайшей железнодорожной станции в городе Бийске 510 км, в долине курсирует автомобильный транспорт.

## Достопримечательности
- Государственный музей-заповедник им. Н. К. и Е. И. Рерихов, филиал Национального музея Республики Алтай им. А. В. Анохина[15].
- Музей старообрядчества в селе Верх-Уймон[16].
- Старообрядческий храм Илии Пророка Белокриницкой иерархии Новосибирской и всея Сибири епархии.

## Галерея
|  |  |  |  |

## Туризм
В пределах Уймонской долины разработан маршрут по старообрядческим селам, в которых есть действующие церкви русских старообрядцев, живущих во многих населённых пунктах с конца XVIII века. Многие посёлки и сёла имеют оборудованные туристические комплексы, гостевые дома, кемпинги и турбазы.